# Celso Otero
Celso Otero Quintás (Montevideo, 1º febbraio 1959) è un ex calciatore uruguaiano, di ruolo portiere.

## Caratteristiche tecniche
Portiere, aveva un fisico piuttosto compatto.

## Carriera

### Club
Incluso per la prima volta in una prima squadra di un club professionistico nel 1978 dal Nacional, lasciò la società l'anno successivo per accasarsi al Racing di Montevideo. Disputò una stagione in tale formazione e una con l'Alto Perú; arrivato al Wanderes, vi rimase stabilmente per oltre sei anni, guadagnandosi la convocazione in Nazionale dal CT Borrás e aggiudicandosi la Liguilla 1987. Chiuse la carriera nel 1991.

### Nazionale
Fu convocato per la prima volta nel 1986, dove, da terzo portiere, presenziò al campionato del mondo 1986; fece il suo debutto il 7 agosto 1988 a Bogotà contro la Colombia.

## Palmarès

### Club

#### Competizioni nazionali
- Liguilla Pre-Libertadores de América: 1

Wanderers: 1987